# Écozone néotropicale : plantes à graines par nom scientifique (A)
Liste des plantes à graîne par nom scientifique commençant par la lettre A :

## Ab

### Aba
- Abarema Pittier - Fabaceae
  - Abarema cochliacarpos
  - Abarema cochliocarpum
  - Abarema jupunba

### Abo
- Abolboda Kunth - Xyridaceae
  - Abolboda pulchella.

### Abr
- Abrus - Fabaceae
  - Abrus precatorius -- Black-eyed Susan, rosary pea

### Abu
- Abuta Aubl. - Menispermaceae
  - Abuta convexa
  - Abuta selloana

- Abutilon Mill. Malvaceae
  - Abutilon pauciflorum
  - Abutilon scabrum

## Ac

### Aca
- Acanthocalycium - fam. Cactacées (Cactus)
  - Acanthocalycium spiniflorum

- Acanthocereus - fam. Cactacées (Cactus)
  - Acanthocereus brasiliensis
  - Acanthocereus sicariguensis
  - Acanthocereus tetragonus
  - Acanthocereus undulosus

## Ad

### Ade
- Adenophaedra
  - Adenophaedra grandifolia
    - Adenophaedra grandifolia Argoviensis

## Ae

### Aec
- Aechmea - Broméliacées
  - Aechmea fasciata - Aechméa

## Al

### Alb
- Albizia - (voir aussi zone paléarctique)

### Alo
- Alocasia - fam. Araceae (voir aussi zone paléarctique)
  - Alocasia calidora - Oreille d'éléphant

- Aloysia - Verbenaceae
  - Aloysia citrodora - Verveine odorante, verveine citronnée

## An

### Ant
- Anthurium - Aracées - Lien externe
  - Anthurium  crystallinum - Anthurium

## Ap

### Apo
- Aporocactus - fam. Cactacées (Cactus)
  - Aporocactus flagelliformis
  - Aporocactus martianus

- Aporophyllum - fam. Cactacées (Cactus)

## Ar

### Ara
- Araucaria - Araucariacées
  - Araucaria araucana - Pin du Chili

### Ari
- Ariocarpus - fam. Cactacées (Cactus)
  - Ariocarpus agavoides
  - Ariocarpus fissuratus
  - Ariocarpus kotschoubeyanus
  - Ariocarpus retusus
  - Ariocarpus scaphirostris

- Aristolochia - fam. Aristolochiacées - (liane)

### Arm
- Armatocereus - fam. Cactacées (Cactus)
  - Armatocereus cartwrightianus
  - Armatocereus godingianus
  - Armatocereus humilis
  - Armatocereus laetus

### Arr
- Arrojadoa - fam. Cactacées (Cactus)
  - Arrojadoa dinae
  - Arrojadoa penicillata
  - Arrojadoa rhodantha

### Art
- Arthrocereus - fam. Cactacées (Cactus)
  - Arthrocereus glaziovii
  - Arthrocereus melanurus
  - Arthrocereus odorus
  - Arthrocereus rondonianus
  - Arthrocereus spinosissimus

## As

### Ast
- Astrophytum - fam. Cactacées (Cactus)
  - Astrophytum asterias
  - Astrophytum capricorne
  - Astrophytum myriostigma
  - Astrophytum ornatum

## Au

### Aus
- Austrocactus - fam. Cactacées (Cactus)
  - Austrocactus bertinii
  - Austrocactus dusenii
  - Austrocactus hibernus
  - Austrocactus patagonicus
  - Austrocactus philippii
  - Austrocactus spiniflorus

## Az

### Azt
- Aztekium - fam. Cactacées (Cactus)
  - Aztekium hintonii
  - Aztekium hintonii
  - Aztekium ritteri